# Marc Ferracci
Pour les articles homonymes, voir Ferracci.
Marc Ferracci, né le 19 décembre 1977 aux Lilas (Seine-Saint-Denis), est un économiste et homme politique français.
Engagé politiquement aux côtés d'Emmanuel Macron, il est son conseiller économique durant la campagne pour l'élection présidentielle de 2017. Il est conseiller spécial de la ministre du Travail Muriel Pénicaud et conseiller auprès du Premier ministre Jean Castex.
Il est élu en juin 2022 député de la sixième circonscription des Français établis hors de France (Suisse et Liechtenstein) sous l'étiquette Ensemble-LREM et devient vice-président du groupe Renaissance à l'Assemblée nationale.
Aux élections législatives de 2024, il obtient 59,48 % des votes et bat Halima Delimi (PS) du Nouveau Front populaire. En 2024, il est nommé ministre chargé de l'industrie dans le gouvernement Michel Barnier puis ministre délégué chargé de l'énergie dans le gouvernement François Bayrou.

## Biographie

### Jeunesse et études
Marc Ferracci est le fils de Pierre Ferracci, chef d'entreprise et spécialiste en droit du travail. Né à Paris, il est diplômé d'HEC Paris et de l'Institut d'études politiques de Paris, où il rencontre Emmanuel Macron en 1999. Il y prépare le concours de l'École nationale d'administration (ENA) avec lui, mais y échoue deux fois. 
Marc Ferracci est docteur en sciences économiques. Il soutient une thèse à l'université Panthéon-Sorbonne sur « l'évaluation des politiques d'emploi et de formation professionnelle et sur l'analyse du système d'assurance chômage », sous la direction de Pierre Cahuc,. Il est reçu en 2012 à l'agrégation d'économie.
Il est marié à Sophie Ferracci, cheffe de cabinet d'Emmanuel Macron pour le mouvement En marche lors de la campagne pour l'élection présidentielle française de 2017. Emmanuel Macron a été son témoin de mariage et Marc Ferracci a été le sien pour son mariage avec Brigitte Trogneux.
Les déclarations de patrimoine du gouvernement Bayrou au printemps 2025 le placent en tête avec 23 millions d'euros env., essentiellement en parts reçues de l’entreprise d’audit et de conseil de son père.

### Parcours professionnel
Marc Ferracci est maître de conférences à l'université Paris-Est-Marne-la-Vallée. En 2012, ayant été reçu à l'agrégation, il devient professeur à l'université de Nantes, où il dirige le Master « Économie du développement local et de l’emploi ». 
Il enseigne à l'Institut d'études politiques de Paris depuis 2016. Il est affilié au laboratoire de micro économétrie du Centre de recherche en économie et statistique (CREST) et au Laboratoire interdisciplinaire d'évaluation des politiques publiques (LIEPP) de Sciences Po. Il est professeur en sciences économiques à l'université Paris-Panthéon-Assas, chargé du cours d'économie et réglementation du marché du travail dans le Master 2 Économie et Droit.
Marc Ferracci a été nommé au prix du meilleur jeune économiste de France en 2016 (prix attribué à Camille Landais).

### Parcours politique
Avec Philippe Aghion et Pierre Cahuc, Marc Ferracci est l'un des principaux inspirateurs de la réforme du marché du travail promise par Emmanuel Macron lors de sa campagne présidentielle de 2017,. Le 22 mai 2017, il est nommé conseiller spécial de la ministre du Travail Muriel Pénicaud et ensuite conseiller auprès du Premier ministre Jean Castex.
Le 7 mai 2022, il est investi en tant que candidat aux élections législatives françaises de 2022 pour Renaissance dans la sixième circonscription des Français établis hors de France. Il est élu avec 64,97 % des voix face à la candidate de la NUPES.
Marc Ferracci est candidat à sa réélection lors des élections législatives de 2024 et voit son mandat renouvelé. Il est nommé ministre délégué à l'Industrie le 21 septembre 2024 dans le gouvernement de Michel Barnier.

## Prises de positions
Marc Ferracci se définit comme « de gauche » et « progressiste ». D'après Challenges, « Marc Ferracci est un social-libéral convaincu qui nourrit un fort intérêt pour la flexisécurité des pays scandinaves ». Il plaide pour des mesures radicales, notamment celle de permettre aux entreprises « dans leurs cinq premières années de pouvoir choisir d’appliquer ou pas la convention collective » et d'arrêter de revaloriser automatiquement le SMIC avec l'inflation,. Il est présenté comme « un homme de passerelles, comme en témoignent ses collaborations avec l’Institut Montaigne […] ou […] avec la note rédigée en 2014 avec Bertrand Martinot ».

## Controverses
En juillet 2023, la web-TV Blast révèle un possible conflit d'intérêts : Marc Ferracci est impliqué dans la réorganisation de Pôle emploi en France Travail en tant que co-rapporteur de la loi « pour le plein emploi » de 2023. Ce dispositif bénéficierait directement au groupe Secafi Alpha, fondé par son père Pierre Ferracci,  dont Marc Ferracci détient un tiers des parts. Réagissant à ces révélations, Marc Ferracci annonce porter plainte contre Blast pour diffamation et renonce à être co-rapporteur du projet de loi.

## Publications

### Ouvrages
- État moderne, État efficace : évaluer les dépenses publiques pour sauvegarder le modèle français, avec Étienne Wasmer, Paris, Éditions Odile Jacob, 2011, 212 p.
- Evaluer la formation professionnelle, Presses de Sciences Po, coll. « Sécuriser l'emploi », 2013, 118 p.
- L’apprentissage. Donner la priorité aux moins qualifiés, avec Pierre Cahuc, Les Presses de Sciences Po coll. « Sécuriser l'emploi », 2015, 102 p.
- Dialogue social et performance économique, avec Florian Guyot, Presses de Sciences Po, coll. « Sécuriser l'emploi », 2015, 116 p.

### Articles
- « Training the Unemployed in France: How Does it Affect Unemployment Duration and Recurrence? », Annals of Economics and Statistics avec Bruno Crépon et Denis Fougère, 2007.
- « Le cas français : approfondir les connaissances empiriques pour mieux cibler la formation », Travail et emploi, no 118, avec Bruno Crépon, 2009.
- « Améliorer le service public de l'emploi : ce que disent les faits », Revue française d'économie, vol. 21, 2007.
- « Active Labor Market Policy Effects in a Dynamic Setting », Journal of the European Economic Association, vol. 7, nos 2-3 2009, avec Bruno Crépon, G. Jolivet et Gerard J. van den Berg.

### Contributions
- Treatment Evaluation in the Case of Interactions Within Markets, IZA Discussion Papers , no 4700 2010, avec G. Jolivet et G. J. Van den Berg
- Analyzing the Anticipation of Treatments Using Data on Notification Dates, Working Paper Series 2010, avec B. Crépon, G. Jolivet et G. J. Van den Berg

## Pour approfondir